# Dimitri Borovik
Dimitri Borovik, né le 21 janvier 1974 à Tallinn, est un biathlète estonien. Il a participé à trois éditions des Jeux olympiques entre 1998 et 2006.

## Biographie
Il commence sa carrière sportive internationale en janvier 1995 dans la Coupe du monde, où il obtient une vingtième place dès l'hiver suivant à Osrblie.
Aux Jeux olympiques d'hiver de 1998, il obtient un résultat encore meilleur avec la 18e position au sprint. En janvier 2002, il établit son meilleur classement dans une épreuve de Coupe du monde en se classant douzième de l'individuelle d'Antholz. Juste après, il participe aux Jeux olympiques de Salt Lake City, où il est 30e du sprint, 26e de la poursuite, 56e de l'individuelle et 11e du relais.
Il dispute sa dernière compétition majeure aux Jeux olympiques de Turin en 2006. Il s'éloigne de l'équipe nationale en raison des difficultés financières de sa fédération.

## Palmarès

### Jeux olympiques d'hiver
| Épreuve / Édition   | Individuelle | Sprint | Poursuite                        | Départ en ligne                  | Relais | Relais mixte                     |
| Nagano 1998         | 31e          | 18e    | Épreuve inexistante à cette date | Épreuve inexistante à cette date | 13e    | Épreuve inexistante à cette date |
| Salt Lake City 2002 | 56e          | 26e    | 30e                              | Épreuve inexistante à cette date | 11e    | Épreuve inexistante à cette date |
| Turin 2006          | 70e          | 73e    | -                                | -                                | 15e    | Épreuve inexistante à cette date |

- - : pas de participation à l'épreuve.
- : épreuve inexistante lors de cette édition.

### Championnats du monde
| Épreuve / Édition                      | Individuelle                     | Sprint                           | Poursuite                        | Mass start                       | Relais                           | Relais mixte                     |
| Mondiaux 1995 Antholz                  | 70e                              | 82e                              | Épreuve inexistante à cette date | Épreuve inexistante à cette date | 18e                              | Épreuve inexistante à cette date |
| Mondiaux 1996 Ruhpolding               | 58e                              | 49e                              | Épreuve inexistante à cette date | Épreuve inexistante à cette date | 17e                              | Épreuve inexistante à cette date |
| Mondiaux 1997 Brezno                   | 31e                              | 22e                              | 37e                              | Épreuve inexistante à cette date | 9e                               | Épreuve inexistante à cette date |
| Mondiaux 1998 Pokljuka                 | Épreuve inexistante à cette date | Épreuve inexistante à cette date | 23e                              | Épreuve inexistante à cette date | Épreuve inexistante à cette date | Épreuve inexistante à cette date |
| Mondiaux 1999 Kontiolahti Holmenkollen | 39e                              | 63e                              | -                                | -                                | 13e                              | Épreuve inexistante à cette date |
| Mondiaux 2000 Holmenkollen/Lahti       | 37e                              | 82e                              | -                                | -                                | 13e                              | Épreuve inexistante à cette date |
| Mondiaux 2001 Pokljuka                 | 43e                              | 81e                              | -                                | -                                | 15e                              | Épreuve inexistante à cette date |
| Mondiaux 2003 Khanty-Mansiïsk          | 17e                              | 36e                              | 18e                              | 27e                              | 9e                               | Épreuve inexistante à cette date |
| Mondiaux 2004 Oberhof                  | 58e                              | 29e                              | LAP                              | -                                | 14e                              | Épreuve inexistante à cette date |
| Mondiaux 2005 Hochfilzen               | 65e                              | 93e                              | -                                | -                                | -                                | -                                |

### Coupe du monde
- Meilleur classement général : 49e en 2003.
- Meilleur résultat : 12e.

#### Différents classements en Coupe du monde
| Année     | Classement général final | Sprint | Poursuite | Individuelle | Mass start |
| 1995-1996 | 65e                      |        | -         |              | -          |
| 1996-1997 | 75e                      | 58e    | -         | -            | -          |
| 1997-1998 | 65e                      | 60e    | 38e       | -            | -          |
| 2001-2002 | 55e                      | 68e    | 57e       | 36e          | -          |
| 2002-2003 | 49e                      | 55e    | 39e       | 36e          | 39e        |
| 2003-2004 | 81e                      | 74e    | -         | -            | -          |
| 2004-2005 | 88e                      | 71e    | -         | -            | -          |
| 2005-2006 | 88e                      | -      | 73e       | -            | -          |

### Championnats du monde de biathlon d'été (cross)
- Médaille d'argent du sprint en 1997.
- Médaille de bronze du relais en 1997 et 2000.
- Médaille d'argent du relais en 1999
- Médaille d'or du sprint en 2001.
- Médaille d'argent de la poursuite en 2001.
- Médaille de bronze du sprint en 2004.